# Меланхлены
Меланхлены (греч. Μελαγχλαινοι, то есть «чёрноодетые») — согласно «Истории» Геродота народ, живший в северной части Сарматии. По Геродоту (4, 20 и 21) они жили к северу от царских скифов по верхнему течению реки Дона, название своё получили от тёмного цвета платья: «Все меланхлены носят черные одежды, отчего и происходит их название. Нравы у них скифские. Геродот. История. Книга IV. 107» и практиковали каннибализм. Позднейшие античные авторы иногда помещали этот народ в Колхиде и в западной части Сарматии.

## Локализация
Геродот помещает меланхленов в северных частях Скифии, простирающихся внутрь материка, вверх по Дону (то есть, по-видимому, восточнее агафирсов, невров, и андрофагов), добавляя: «Севернее меланхленов, насколько мне известно, простирается болотистая и безлюдная страна».
Позднее Клавдий Птолемей располагал меланхленов в Европейской Сарматии, границей которой полагал реку Дон: «побережье океана у Венедского залива занимают вельты, выше их — осени, затем самые северные — карбоны, восточнее их — каресты и салы (ниже этих — гелоны, иппоподы и меланхлэны); ниже их — агафирсы (агатирсы), затем аорсы и пагириты; ниже их — савары (савры, саубры, сауры) и боруски до Рипейских гор».

## Конфликт со скифами
Геродот упоминает, что меланхлены имели собственных «царей», которые при нашествии персов участвовали в совете царей Великой Скифии (около 512 года до н. э.) при выработке общей стратегии борьбы с войском Дария I. Меланхлены наряду с рядом других народов отказались поддержать скифов.
"119…Цари же агафирсов, невров, андрофагов, а также меланхленов и тавров дали скифам такой ответ: «Если бы вы прежде не нанесли обиды персам и не начали войны с ними, тогда мы сочли бы вашу просьбу правильной и охотно помогли бы вам. Однако вы без нашей помощи вторглись в землю персов и владели ею, пока божество допускало это. Теперь это же божество на их стороне, и персы хотят отплатить вам тем же. Мы же и тогда ничем не обидели этих людей и теперь первыми вовсе не будем враждовать с ними. Если же персы вступят и в нашу страну и нападут на нас, то мы не допустим этого. Но пока мы этого не видим, то останемся в нашей стране. Нам кажется, что персы пришли не против нас, а против своих обидчиков»[1]
После конфликта со скифами они «бежали на север в пустыню».

## Отождествление с савдаратами
Самоназвание меланхленов неизвестно. Согласно Геродоту, назывались так потому, что носили короткие чёрные плащи. В греческой надписи, обнаруженной в Ольвии, упомянуты савдараты (Θισαμάτας καὶ Σκύθας καὶ Σαυδαράτας) — иранское слово, по смыслу совпадающее с греческим меланхлены. Это даёт основания предполагать, что Геродот приводит переведённый на греческий оригинальный этноним.

## Этническая принадлежность
Этноязыковая принадлежность меланхленов не установлена (тем более что Геродот не приводит каких-либо этнографических деталей). Их более-менее произвольно называют то ираноязычным населением, оставившим курганы в Воронежской области, то балтами юхновской культуры,  то предками волжских финнов.
В VI веке нашей эры Прокопий Кесарийский принимал Геродотовых меланхленов за восточных германцев: «В прежнее время готских племён было много, и много их и теперь, но самыми большими и значительными из них были готы, вандалы, вестготы и гепиды. Раньше, правда, они назывались савроматами и меланхленами. Некоторые называли эти племена гетами».

#### Тюркская гипотеза
Татарский лингвист и тюрколог Мирфатых Закиев предположил, что античные меланхлены могли быть связаны с тюркскими народами, в частности с предками каракалпаков. Он связывает греческое название «меланхлены» (др.-греч. μελανχλαῖναι, буквально — «в чёрных плащах») с тюркским этнонимом қара қалпақ (каракалпак — «чёрная шапка»). По мнению Закиева, представители этого народа объяснили Геродоту своё название как «чёрношапочники», однако тот интерпретировал внешний вид как «одетые в чёрное» и перевёл его на греческий язык.
Только у тюрков есть чёрные клобуки (каракалапаки), которые объяснили Геродоту свой этноним как черношапочники (или чёрные колпаки), но Геродот понял это как чернокафтанник и перевёл на греческий как "меланхлены".М.З. Закиев
Эта версия не получила широкого признания в научном сообществе и относится к числу альтернативных гипотез.